# Khairi Nazarova
Khairi (a veces Khairy) Nazarova (en tayiko: Хайрӣ Назарова; 2 de julio de 1929 - 10 de mayo de 2020) fue una actriz tayika que estuvo en activo durante la época de la soviética.

## Biografía
Nazarova nació en Juyand en el seno de la familia de un comerciante. Desde 1942 hasta 1951 trabajó como cantante y bailarina en el Teatro del Pueblo de Qurghonteppa. También empezó a actuar en esa época; entre los papeles que interpretó estaban el de Zuhro en Tohir y Zuhro de Said Abdullo; el de Oikhon en Left-Field Tricks de Hamza Hakimzade Niyazi; y el de Raihon en The Five-Som Bride de M. Urdubodi. En 1951 fue descubierta por el director del Teatro Estatal y la Academia de Arte Dramático Lahuti, Yefim Mitelman, que la invitó a trabajar allí. Conoció a intérpretes como Muhammadjon Qosimov, Asliddin Burhonov y Tuhfa Fozilova, y comenzó a aprender los entresijos de su oficio. Entre los papeles por los que fue conocida se encuentran Kumri en Dil Dili Zainab, de Shamsi Qiomov y A. Moroz; Nigina en Rudaki, de Sotim Ulughzoda; Masha en Las campanas del Kremlin, de Nikolai Pogodin; Arkhonta en Fighters, de S. Karas; y el papel principal en Zebunisso, de Qiomov y Sherali. También interpretó papeles en Rey Lear y Romeo y Julieta, entre otras obras occidentales. Nazarova también apareció en varias películas para Tajikfilm, como Mi amigo Navruzov (1957), Excelente deber (1958) y Las doce horas de la vida (1964). También dobló papeles en más de trescientas películas. Durante su carrera, Nazarova viajó a Afganistán, Irán, Turquía, Chipre, Túnez, Francia, Italia, Malta, India y Egipto. Además de actuar, también trabajó como instructora. Por su trabajo fue nombrada Artista del Pueblo de la RSS de Tayikistán en 1964. Posteriormente se retiró a Dusambé. También escribió recuerdos sobre su carrera.